# Разводник
Разводник је у Војсци Србије први чин за професионалне војнике и питомце / слушаоце школе за резервне официре и кадете школе за активне официре (Војне академије). Осим у Копненој војсци и Ваздухопловству и противваздушној одбрани користи се и у Речној флотили Војске Србије.
У српској и југословенској војсци као и у многим армијама света најнижи војнички чин који би одговарао чину разводника су разни чинови ранга редова испод чина каплара.
На просторима бивше Југославије није постојао све до 1955. године када је установљен и од када има данашњи статус, прво у Југословенској народној армији, а касније и у Војсци Југославије и Војсци Србије и Црне Горе. 

## Галерија
- Разводник
ЈНА, ВЈ и ВСЦГ
(1955—2006)